# Lithobius inermis
Lithobius inermis är en mångfotingart som beskrevs av Ludwig Carl Christian Koch 1856. Lithobius inermis ingår i släktet Lithobius och familjen stenkrypare. Inga underarter finns listade i Catalogue of Life.